# Tine De Caigny
Tine Lea Andre De Caigny (* 9. Juni 1997 in Beveren-Waes, Oost-Vlaanderen) ist eine belgische Fußballnationalspielerin, die zur Saison 2021/22 vom Bundesligisten TSG 1899 Hoffenheim bis zum 30. Juni 2023 verpflichtet wurde. 2023 kehrte sie in ihre Heimat Belgien zum RSC Anderlecht zurück.

## Karriere

### Vereine
De Caigny begann sechsjährig im Beverener Stadtteilverein KFC Vrasene, in der der Provinz Ostflandern beheimatet, mit dem Fußballspielen und wechselte 2013 zum FC Brügge. Dort wurde sie in beiden Jahren Vize-Meisterin und lief in 41 Spielen auf, wo sie ein Tor erzielte. Im Sommer 2015 verließ sie den Club Brügge und wechselte zum Ligarivalen Lierse SK, wo sie 2016 den Pokalwettbewerb Beker van Belgie gewann. Im Juli 2016 absolvierte sie ein Probetraining beim Frauen-Bundesligisten FF USV Jena und lief in Jena Paradies u. a. in einem Testspiel gegen die vietnamesische Fußballnationalmannschaft der Frauen auf. Dann lief sie kurzzeitig für Vålerenga Oslo auf und spielte seit Januar 2017 beim RSC Anderlecht. Mit dem Verein wurde sie 2018, 2019 und 2020 belgische Meisterin und nahm an den Qualifikationen zur UEFA Women’s Champions League 2018/19, 2019/20 und 2020/21 teil. Am 13. August 2018 erzielte sie beim 10:0-Sieg im Qualifikationsspiel FC Martve Kutaisi fünf Tore, die aber nutzlos waren. Denn da die beiden anderen Mannschaften Glasgow City FC und Górnik Łęczna auch gegen die Georgierinnen gewonnen hatten und mit Anderlecht punktgleich waren, entschied der direkte Vergleich und da hatte Anderlecht ein Tor mehr kassiert als Glasgow City FC und verpasste damit die K.-o.-Runde. Ein Jahr später hatten sie beim Qualifikationsturnier zur UEFA Women’s Champions League 2019/20 Heimrecht und konnten sich mit drei Siegen, u. a. gegen den norwegischen Meister Lillestrøm SK Kvinner, für das Sechzehntelfinale qualifizieren. Hier schieden sie nach einem 1:1 im Heimspiel durch eine 0:2-Niederlage gegen den kasachischen Meister BIIK Kazygurt aus. 2020 konnten sie in der ersten Qualifikationsrunde daheim den nordirischen Meister Linfield FC mit 8:0 bezwingen, verloren aber daheim in der zweiten Runde mit 1:2 gegen Benfica Lissabon. Von 2021 bis 2023 war sie bei der TSG 1899 Hoffenheim unter Vertrag. 

### Nationalmannschaft
Zwischen 2011 und 2013 bestritt De Caigny vier Länderspiele für die U16-Nationalmannschaft und erzielte zwei Tore. Es folgten zwölf Länderspiele für die U17-Nationalmannschaft, in denen sie vier Tore erzielte, sowie 14 Länderspiele für die U19-Nationalmannschaft, für die sie ein Tor erzielte. Seit 2014 ist De Caigny A-Nationalspielerin für die „Red Flames“ und absolvierte bislang 81 Länderspiele; dabei erzielte sie 39 Tore. Ihr Debüt für die A-Nationalmannschaft gab sie am 8. Februar 2014 beim 1:0-Sieg über die Nationalmannschaft Polens. Die EM 2017 war ihr erstes großes Fußballturnier. Sie kam in den drei Gruppenspielen zum Einsatz, nach denen die Belgierinnen ausschieden. Im ersten Spiel der Qualifikation für die WM 2019, das mit einem 12:0 gegen die Nationalmannschaft Moldaus den höchsten Sieg in der Länderspielgeschichte der Belgierinnen bedeutete, gehörte sie zu den Torschützinnen. In den Playoffs der vier besten Gruppenzweiten gelang ihr im Rückspiel gegen die Schweiz nach einem 2:2 im Heimspiel der Ausgleich zum 1:1 in der 77. Spielminute, der jedoch aufgrund der Auswärtstorregel fürs Weiterkommen reichte. Am 12. November 2019 erzielte sie im EM-Qualifikationsspiel gegen die Nationalmannschaft Litauens fünf Tore zum 6:0-Sieg. Insgesamt kam sie in sieben Qualifikationsspielen zum Einsatz und war mit zwölf Toren beste Torschützin der Qualifikation.
In der Qualifikation für die WM 2023 wurde sie neunmal eingesetzt und erzielte zehn Tore, davon drei beim 19:0-Rekordsieg gegen die Nationalmannschaft Armeniens. Am Ende scheiterte sie mit ihrer Mannschaft in der ersten Runde der Play-offs der Gruppenzweiten durch eine 1:2-Niederlage gegen die Nationalmannschaft Portugals.
In der dazwischen geschobenen EM-Endrunde gehörte sie in den vier Spielen ihrer Mannschaft zur Startelf, die mit einer 0:1-Niederlage gegen die Nationalmannschaft Schwedens im Viertelfinale endete. Im Gruppenspiel gegen die Nationalmannschaft Italiens erzielte sie das einzige Tor des Spiels, wodurch sich die Belgierinnen für das Viertelfinale qualifizieren konnten.
In der erfolgreichen Qualifikation für die EM 2025 wurde sie in den sechs Gruppenspielen eingesetzt – darunter ihr 100. Länderspiel am 12. Juli 2024 – und erzielte ein Tor. Als Gruppendritte verpassten sie zwar die direkte Qualifikation, sie konnten sich im Play-off-Finale aber gegen die Ukraine durchsetzen, wobei sie auch in beiden Spielen eingesetzt wurde.
Am 11. Juni wurde sie für den EM-Kader nominiert. Sie wurde lediglich im ersten Gruppenspiel für die Schlussminuten eingewechselt und schied mit der Mannschaft als Gruppendritte nach der Vorrunde aus.

## Erfolge
- Belgischer Meister: 2018, 2019, 2020, 2021, 2024
- Belgischer Pokalsieger: 2016

## Auszeichnungen
- Belgiens Fußballspielerin des Jahres 2020
- Gewinnerin des Sparkles in der Kategorie Espoir: 2016